# Portainers (Docker)
Portainer es una herramienta web open-source que permite gestionar contenedores Docker. Permite administrar contenedores de forma remota o local, la infraestructura de soporte y todos los aspectos de las implementaciones de Kubernetes, Docker standalone y Docker Swarm.

## Características
- Gestionar contenedores de Kubernetes
- Gestionar contenedores de Docker
- Acceder a la consola del contenedor
- Gestionar imágenes de Docker
- Etiquetar y subir imágenes Docker
- Gestionar redes de Docker
- Gestionar volúmenes de Docker
- Navegar por los eventos de Docker
- Preconfigurar templates de contenedores
- Vista de clúster con Swarm

## Soluciones
- Kubernetes
- Docker & Docker Swarm
- ACI (Azure Container Instances)
- Edge Compute